# Отношения между България и Люксембург
Отношенията между България и Люксембург са двустранните отношения между държавите България и Люксембург. Двете страни не поддържат свои посолства една в друга, като връзките между тях се организират от българското посолство в Брюксел (Белгия) и люксембургското посолство в Прага (Чехия).
Дипломатически отношения между България и Люксембург са установени на 16 декември 1956 година. Днес двете страни имат постоянни активни контакти като членове на Европейския съюз.
Към 2024 година вносът на България от Люксембург е на стойност 36 милиона евро (главно захарни изделия, козметика, акумулатори и измервателни уреди), а износът – 15 милиона евро (главно електроуреди и облекло), като люксембургските инвестиции в България са на стойност 1,83 милиарда евро.